# Puppet Master 4
Puppet Master 4 is een Amerikaanse horrorfilm uit 1993 onder regie van Jeff Burr. De film is het vierde deel in de Puppet Master-franchise en is een sequel van Puppet Master II dat in 1990 uitkwam.

## Rolverdeling
| Acteur               | Personage        |
| -------------------- | ---------------- |
| Guy Rolfe            | André Toulon     |
| Gordon Currie        | Rick Myers       |
| Chandra West         | Susie            |
| Ash Adams            | Cameron          |
| Teresa Hill          | Lauren           |
| Felton Perry         | Dr. Carl Baker   |
| Stacie Randall       | Dr. Leslie Piper |
| Michael Shamus Wiles | Stanley          |
| Dan Zukovic          | Bezorger         |

### Poppen
- Blade
- Pinhead
- Jester
- Tunneler
- Six Shooter
- Decapitron
- Totem
- Torch (alleen op poster afgebeeld)
- Mephisto (alleen op poster afgebeeld)